# Sijambe
Sijambe is een bestuurslaag in het regentschap Pekalongan van de provincie Midden-Java, Indonesië. Sijambe telt 4229 inwoners (volkstelling 2010).